# Byrliwka (obwód czerkaski)
Byrliwka (ukr. Бирлівка) – wieś na Ukrainie, w obwodzie czerkaskim, w rejonie złotonoskim, w hromadzie Szramkiwka. W 2001 liczyła 1729 mieszkańców, spośród których 1711 wskazało jako ojczysty język ukraiński, a 18 rosyjski.